# Metacyclopina brevisetosa
Metacyclopina brevisetosa is een eenoogkreeftjessoort uit de familie van de Psammocyclopinidae. De wetenschappelijke naam van de soort is voor het eerst geldig gepubliceerd in 1975 door Herbst.